# Tambor (arquitectura)

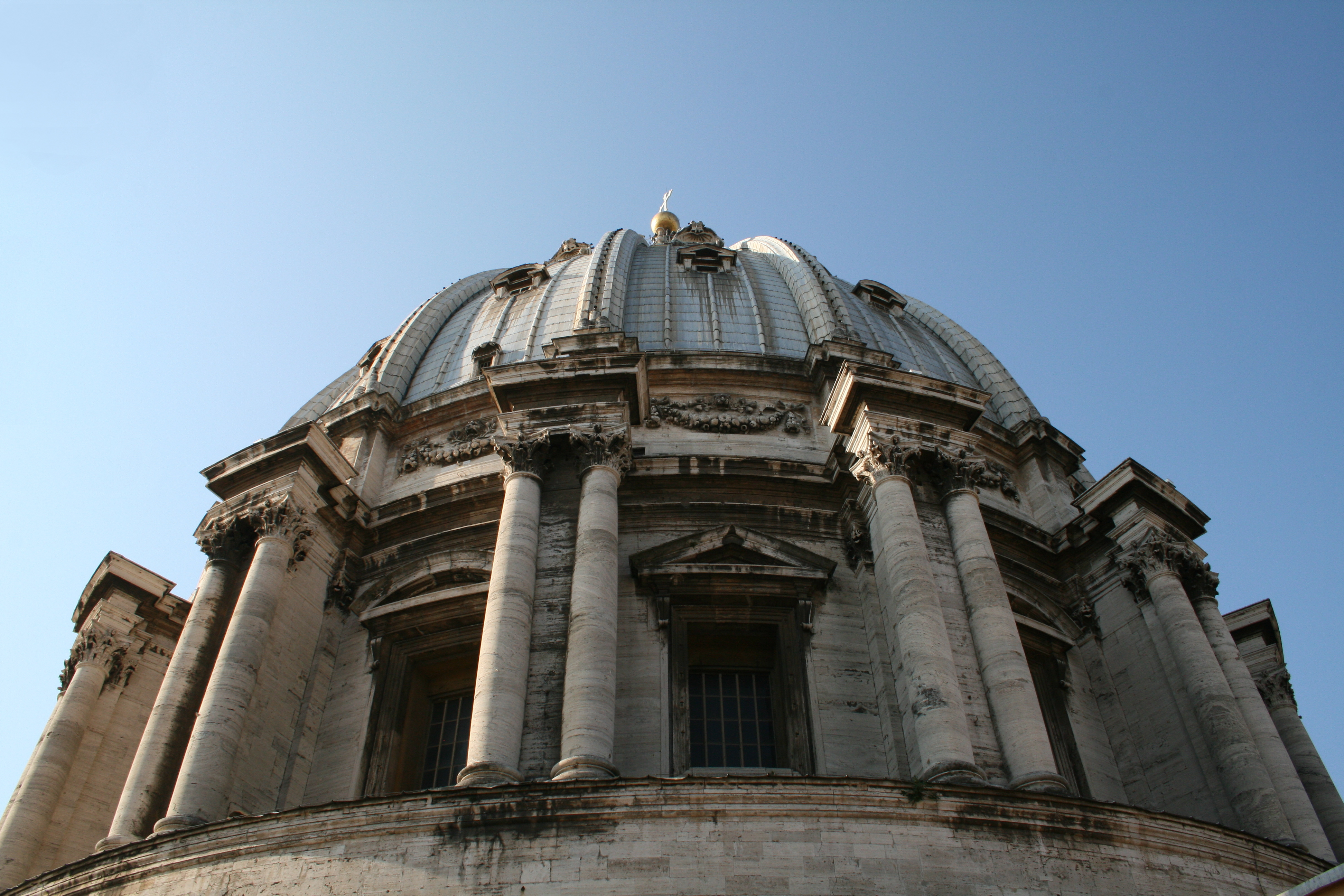
Tambor de la cúpula de sant Pere del Vaticà.

En arquitectura, el tambor és un element que serveix de base per a una cúpula. En la majoria de casos és de forma circular o octogonal i té una alçada proporcional a la de la cúpula que sosté.
El tambor pot ajudar a la transició i distribució de càrregues de la cúpula cap a altres elements estructurals. Tanmateix, pot comptar amb finestres que permetin una entrada de llum, donant-li a la cúpula un efecte de lleugeresa o d'estar "flotant en l'aire".